# Hydraena impressicollis
Hydraena impressicollis (лат.) — вид жуков-водобродок рода Hydraena из подсемейства Hydraeninae. 

## Распространение
Встречаются на Мадагаскаре.

## Описание
Водобродки мелкого размера (около 2 мм), удлинённой формы. Отличается от других представителей группы меньшим размером, более широкой формой тела (длина и ширина 2,19 x 0,98 мм) и в целом более тёмной окраской. Голова коричневая, переднеспинка и надкрылья коричневые до темно-коричневых, края переднеспинки очень немного светлее диска; ноги коричневые; нижнечелюстные щупики от светло-коричневых до буроватых, последние щупики не темнее. Голова на лбу умеренно мелко и густо пунктирована, междоузлия слабо блестящие. Ментум редко пунктированный, блестящий; постментум субморщинистый, междоузлия блестящие. Щеки приподнятые, блестящие, с задним гребнем. Взрослые жуки, предположительно, как и близкие виды, растительноядные, личинки плотоядные.

## Классификация
Вид был впервые описан в 1898 году французским энтомологом Леоном Файрмайером (1820–1906), а его валидный статус подтверждён в 2017 году американским энтомологом Philip Don Perkins (Department of Entomology, Museum of Comparative Zoology, Гарвардский университет, Кембридж, США). Включён в состав подрода Monomadraena вместе с видами H. bisinuloba, H. bispica, H. quatriloba, H. bergsteni и H. furcula.